# Споменик палим борцима у ратовима 1990—1999. у Параћину
Споменик палим борцима у ратовима 1990—1999. у Параћину, налази се у мањем парку у непосредној близини средњошколског центра у Параћину.
Споменик је подигнут на иницијативу Удружења ратних војних инвалида Параћин, са идејом да се на споменику нађу имена двадесетшесторице палих бораца, што досад није урађено. Иницијатива је покренута 2008. године, а споменик је постављен и свечано откривен 24. марта 2016. године, на дан почетка бомбардовања Србије.
Општина Параћин и Одељење за урбанизам више пута су се обраћали Министарству за рад, запошљавање, борачка и социјална питања али и Министарсву одбране како би им дозволили да на споменику допишу имена бораца који положили живот за своју земљу. Представници Удружења ратних војних инвалида су параћинским херојима посветили и књигу „Јунаци у истом строју“.
Ова скуптурална композиција аутора Марка Шћепановића, по његовим речима представља Србију са свим недаћама које су је снашле крајем 20. и почетком 21. века и да је на јединствен начин приказао предност и проклетство са једне али и интересе моћника са друге стране.
Бронзани споменик је димензија 90x80x48cm у благом нагибу од тридесетак степени постављен на бетонски постамент обложен гранитним плочама.